# Entephria corsaria
Entephria corsaria är en fjärilsart som beskrevs av Karl Schawerda 1928. Entephria corsaria ingår i släktet Entephria och familjen mätare. Inga underarter finns listade i Catalogue of Life.